# Саскуехана
 Тази статия е за реката.  За окръга в Пенсилвания вижте Съскуихана (окръг, Пенсилвания).  
Саскуехана (на английски: Sasquehanna River /ˌsʌskwəˈhænə ˈriver/) е най-дългата река в източната част на Съединените щати.
Протича през щатите Ню Йорк, Пенсилвания и Мериленд. Дължината ѝ е 715 km, а площта на водосборния басейн – 71 400 km².

## Извор, течение, устие
Река Саскуехана изтича от южния ъгъл на езерото Оцего, разположено на 363 m н.в., в планината Катскил (съставна част на Апалачите), на територията на щата Ню Йорк, при град Купърстаун. В най-горното си течение има югозападна посока, а след навлизането си в щата Пенсилвания образува голяма извивка във форма на латинската буква S, като до град Скрантън тече на югоизток, до град Санбъри – на югозапад, до град Харисбърг – на юг, а след това до устието си – на югоизток. По своето течение Саскуехана пресича планината Апалачи и платото Пидмънт, където образува множество бързеи и прагове. Влива се във върха на Чесапийкския залив на Атлантическия океан при град Хаври де Грейс в щата Мериленд.

## Притоци, хидроложки показатели
Основните притоци на река Саскуехана са десни: Ченанго (140 km), Чемунг (74 km), Западна Саскуехана (391 km), Джуниата (167 km). Има ясно изразено пролетно пълноводие и есенно маловодие (от септември до ноември). В горното течение замръзва в края на декември, а се размразява в края на март или началото на април. Средният годишен отток на реката при град Харисбърг е 963 m³/s.

## Стопанско значение, селища
Река Саскуехана е важен източник на енергия в източната част на Съединените щати. На нея има построени няколко електроцентрали. Заради бързеите и други препятствия реката не е била и не е важен воден транспортен път. По време на пролетното пълноводие е плавателна за плитко газещи речни съдове до Харисбърг. Долината ѝ е гъсто заселена, като най-големите селища са градовете Бингамтън, Скрантън и Харисбърг (столицата на щата Пенсилвания).